# Силян Согриев
Силян Согриев или Сагрия е български революционер, деец на Вътрешната македоно-одринска революционна организация.

## Биография
Силян Согриев е роден през 1873 година в битолското село Брезово, тогава в Османската империя. По професия е терзия и абаджия. През 1900 година се преселва в Битоля и става районен началник на ВМОРО в Демир Хисар. Оглавява терористична група, в която влизат Веле Саторов от Сопотница и Дамче от Вирово. След Илинденско-Преображенското въстание е член на Битолския околийски комитет на ВМОРО. Умира през 1917 година в Битоля.